# Anatolij Arzebarskyj
Anatolij Pawlowytsch Arzebarskyj (ukrainisch Анатолій Павлович Арцебарський, russisch Анатолий Павлович Арцебарский Anatoli Pawlowitsch Arzebarski; * 9. September 1956 in Prosjana, Oblast Dnepropetrowsk, Ukrainische SSR) ist ein ehemaliger sowjetischer Kosmonaut ukrainischer Abstammung.

## Raumflüge

### Besonderheiten der Sojus TM-12-Mission
Arzebarskyj war während der Auflösung der Sowjetunion auf der Mir stationiert. Er war am 18. Mai 1991 gestartet und erlebte im Weltall die Wahl Boris Jelzins zum Präsidenten, den Putsch in Moskau und die Unabhängigkeitserklärung der Ukraine.
Aus politischen Gründen wurde im Oktober 1991 anstatt der vorgesehenen Langzeitablösung aus Russland der Kasache Toqtar Äubäkirow mit zur Mir geschickt, ein Kosmonaut ohne Langzeiterfahrung, der nach acht Tagen zur Erde zurückkehrte. Der schon auf der Mir-Station lebende Kosmonaut Sergei Krikaljow musste seinen Aufenthalt um ein halbes Jahr verlängern. Die Russen kamen damit einer Forderung der bald unabhängigen Republik Kasachstan entgegen, auf dessen Staatsgebiet sich das Kosmodrom Baikonur befindet.
Arzebarskyj ist verheiratet und hat vier Kinder.